# Ivate prefektúra
Ivate prefektúra (japánul: 岩手県, Ivate-ken) Honsú-szigetén, Tóhoku tartományban található. Területét tekintve Japán második legnagyobb prefektúrája Hokkaidó után. Központja Morioka, a legnagyobb népességgel rendelkező város a prefektúrában. Ivate híres sziklás tengerpartjáról, természetes hőforrásairól, sípályáiról és tésztaételeiről.

## Nevének eredete
Moriokában a Token-dzsi szentély közelében található három hatalmas vándorkő, amelyekre kötél van ráfonva. A helyiek "Micuisi istenség három sziklájának" nevezik a hatalmas köveket. A legenda szerint réges-régen egy Raszecu nevű gonosz démon zaklatta a közeli város lakóit és az arra utazókat. A helyiek Micuisi istenséghez fohászkodtak segítségért, aki a hatalmas kövekhez kötözte a gonosz démont. A tehetetlen és riadt Rasetsu megígérte, hogy soha többé nem zargatja a város lakóit. Ígéretének bizonyítéka a vándorköveken mai napig is látható két óriási kézlenyomat. Ezért nevezték el annak idején ezt a területet Ivaténak: az ”iva” sziklát és a ”te” kezet jelent. 

## Kultúra

### Ételek
Központja, Morioka híres a tésztaételeiről, melyek közé tartozik a Vanko Soba, a Reimen és a Dzsadzsamen. 
Létezik egy Vanko Szoba kihívás is, melynek keretében gyorsabban kell elfogyasztani a vendégnek az elé lerakott tésztát, mint ahogy a mellette álló pincér pakolni tudja a tányérjába. 
A Reimen tésztát hideg levessel szolgálják fel uborkával, hússzeletekkel, kimchivel, egy fél főt tojással és valamilyen gyümölccsel körítve. A Dzsadzsamen vastag udon tészta és apróra vágott uborka miso szósszal leöntve. Miután a vendég megeszi a kétharmadát ennek a tésztaételnek, a pincér hozzáadja a levest, amiben az udon tészta főtt, ezzel egy új fogást kreálva a vendégnek.

### Fesztiválok
Morioka Szansza Odori Macuri a prefektúra leghíresebb fesztiválja, amelyet minden évben augusztus 1- 4. között tartanak Moriokában. Ez egy zenés, táncos rendezvény, ahol 10 000 taiko dobot szólaltatnak meg egyszer.re, melynek köszönhetően bekerült a Guinness Rekordok Könyvébe is. A Szansza egy legendán alapuló tánc, amit a jó szerencse érdekében táncolnak és közben a japán nyelv archaikus formájában kántálnak. A fesztivál egy körtánccal zárul, amiben bárki részt vehet, akár turisták is.

## Történelem
A prefektúra területén számos Dzsómon-kori (i.e.10 500 – i. e. 300.) lelőhely található.
A Nara-korban (710-794.) a császári udvar harcok árán szerezte meg egész Tóhoku területét az Emisiktől, az addigi birtokosoktól.
A Heian-korban（794-1185.）a császár hatalma csökkent, erős arisztokrata családok - Abe, Kijohara, Fudzsivara - vették át az uralmat a régió felett.
Az Edo-korszakban (1603 – 1868.) Mucunek nevezték a mai Ivate prefektúrát.
A késői 17. században Macuo Basó, a haiku legnagyobb mestere is írt az ezen a vidéken tett utazásairól az Oku no hosomicsi című művében.
A Meidzsi-restauráció alatt hol nőtt, hol csökkent Ivate területe, míg végül 1876-ban létrejött a végleges határvonala a prefektúrának, ami a mai napig nem változott.

## Földrajz

### Éghajlat
Rendkívül hideg tél jellemző rá, a hőmérséklet akár -15 °C is lehet. Viszont a Főn szélnek köszönhetően a nyár kellemesen meleg. Az éves átlag középhőmérséklet 8,4 °C. Évente 1384 mm csapadék hullik, jelentős része hó formájában.

### Természeti adottságok
Területe 15 275 km², melynek 77%-a erdővel borított terület.
A prefektúra legmagasabb hegye az Ivate-hegy, mely 2038 m magas. Legnagyobb tava a 45 km hosszú Tasze-tó, amely a Szarugaisi-folyóra történő gátépítésnek köszönhetően jött létre. Itt húzódik a szabdalt, sziklás Szanraku-partvonal, melynek híres része a Katajamazaki sziklák. Leggyönyörűbb tengerparti szakasza a Dzsodogahama strand. Onszenek - termálfürdők - találhatók Cunagiban, Hacsimantaiban, Appiban, Sizukuisiben, Geto Kogenben és Icsinoszekiben. A Tovada-Hacsimantai Nemzeti Parkban még napjainkban is megtalálható Ivate eredeti bükk erdejének egy része.

### Természeti katasztrófák
2011-es tóhokui földrengés és cunami 400 km-es tengerparti szakaszon mosott el mindent, ami az útjába állt. Több, mint 15 000 életet követelt és 235 milliárd dollárnyira becsülik a kárt, amit okozott. Ivatet is érintette ez a katasztrófa, főleg a tengerparti településeket, ahol az emberek otthonát és - sok esettben megélhetéshez szükséges - halászhajóit is tönkretette a cunami. 

## Gazdaság
Az erdős területek 67%-a magánterület, melynek köszönhetően számottevő a fafeldolgozó ipara.
Kiemelkedő a mezőgazdasága, amely az egész országot ellátja terményeivel. Nemcsak gabonanövényeket termesztenek, hanem virágkertészeteik is vannak. A magán kézben lévő farmgazdaságok jelentős mennyiségű tejterméket állítanak elő. 
Említésre méltó még a halászat is a tengerparti területeken. A lazac halászatban második helyen állnak Hokkaidó után  és első helyen áll abalone kagyló halászatban nemzeti szinten. 

## Turizmus
Appi Kogen síközpont a legnépszerűbb síelőhely a prefektúrában, amely nyitva van november végétől a Golden week-ig, május elejéig. 21 sípálya van a Maemori-hegyen és 2 másik a Nisinori-hegyen. Mindkét hegy tetején kilátóhely van, valamint snowboard akadálypálya és hópark is várja az oda látogatókat. A síközponthoz tartozó, a hegyek lábánál elhelyezkedő hotel, beltéri és kültéri termálfürdőkkel is rendelkezik.
Kitakami városa a több, mint 10 000 cseresznyefájáról híres, amiket a Tensocsi parkban, a Kitakami-folyó mentén ültettek el. Általában április utolsó két hetében virítanak, ilyenkor a helyiek és a turisták is elözönlik a parkot. Azon a 2 km-es szakaszán a parknak, ahol a fák virítanak és sziromszőnyeg fedi az utat, étel árusok és fesztiváli rendezvények találhatóak. Akár még a Kitakami-folyón csónakázva is lehet gyönyörködni a látványban. 

## Híres emberek
Isikava Tokuboku (1886 - 1912.)
Mijazawa Kendzsi (1896 – 1933.)
Hara Takasi (1856 – 1921.)
Nitobe Inazo (1862 – 1933.)